# MY舞☆TONIGHT/MIRACLE WAVE
- ラブライブ! > ラブライブ!サンシャイン!! > Aqours > MY舞☆TONIGHT/MIRACLE WAVE

「MY舞☆TONIGHT/MIRACLE WAVE」(マイマイトゥナイト ミラクルウェーブ）は、Aqoursのシングル。2017年11月29日にLantisから発売された。

## 概要
前作「勇気はどこに?君の胸に!」からわずか2週間で発売となるシングル。アニメ第2期シングル第3弾。
表題曲「MY舞☆TONIGHT」は、テレビアニメ『ラブライブ！サンシャイン!!』第2期第3話の挿入歌。伊豆市狩野ドームでの予備予選で披露された曲で、黒澤ダイヤ・ルビィ姉妹によるダブルセンターとなっている。衣装は花魁がモチーフ。劇中では第2話で1年生と3年生が作詞をした設定となっており、6人各々が挙げた要素が随所に取り入れられている。
もうひとつの表題曲「MIRACLE WAVE」は、『ラブライブ！サンシャイン!!』第2期第6話の挿入歌。こちらは日本ガイシホールでの東海地区予選で披露された曲で、センターは高海千歌。衣装はチアリーダーをモチーフとしており、スカートにイニシャル、背中に名前が入れられている。サビ前に千歌がロンダートとバク転を行う振り付けは、1年生の時の果南が考えた設定となっており、その成功の是非が第6話のストーリーの中核を担っている。『ラブライブ！スクールアイドルフェスティバル 〜after school ACTIVITY〜 Next Stage』に収録された際、千歌がロンダートとバク転を行う前後のシーンに入ると、カメラフォーカスのスキルが無効になる一定の配慮がされている。
CDのジャケットは、劇中での「MY舞☆TONIGHT」の制作に携わった果南、鞠莉、善子、花丸の4人が描かれている。
キャッチコピーは「あたらしい光 つかめるんだろうか？」。

## チャート成績
2017年11月28日付のデイリーランキングでは4位にランクイン。翌日の11月29日付では0.9万枚を売り上げ2位にランクインした。その後も5日連続でデイリー3位以内を守り切り、12月11日付のオリコン週間ランキングでは3.4万枚を売上げ2位にランクイン。「HAPPY PARTY TRAIN」以来の週間2位となり、デビュー作からの連続週間5位以内の記録を14作に更新した。また、アニメ週間チャートにおいては「未来の僕らは知ってるよ」以来2作ぶりの1位を獲得した。
ビルボードにおいてもHot Animationにおいて2作ぶりの1位を獲得した。

## 収録曲
- CD
  - 全作詞：畑亜貴

1. MY舞☆TONIGHT
  - 作曲・編曲：EFFY
  - テレビアニメ『ラブライブ！サンシャイン!!』第2期第3話挿入歌
2. MIRACLE WAVE
  - 作曲：酒井拓也　編曲：脇眞富
  - テレビアニメ『ラブライブ！サンシャイン!!』第2期第6話挿入歌
3. MY舞☆TONIGHT (Off Vocal)
4. MIRACLE WAVE (Off Vocal)

## エピソード
3rdライブで初披露となった「MIRACLE WAVE」では、千歌役の伊波杏樹がロンダートとバク転に実際に挑むことになった。2ndライブ埼玉公演の時点でこのパフォーマンスの存在をアフレコ等を通して知っており、この時から挑むことを決意していた伊波はライブの終盤に「（3rdライブで）びっくりさせてやるからな！」と宣言していた。ケガのリスクがある大技であったが、ステージ上にマットを敷いた上で、ロンダートとバク転の間にワンテンポを置くという演出となり、徹底的に安全を確保した状態で実施された。練習では半々しか成功できなかったが、多くの観衆が見守る中6公演全てで無事にパフォーマンスを成功させた。披露直後の暗転中には、感極まって涙を流す伊波をメンバーがねぎらう場面もあった。
このような経緯もあって「MIRACLE WAVE」が3rdライブツアーを代表する一曲という位置づけになったことから、ツアー終了後の2019年3月に発売された3rdライブのBlu-ray Memorial BOXでは、キービジュアルに使用されていた「WATER BLUE NEW WORLD」の衣装ではなく、この曲の衣装がパッケージに採用されることになった。
このパフォーマンスの部分はサビの直前であり、原則サビを流すランキング番組では流れない部分ではあるが、2019年3月16日（17日未明）放送のCDTV（TBS系列）の週間BD/DVDランキングで3rdライブのBlu-rayが流れる際、このパフォーマンスの部分も含めた映像が放送されるという異例の構成となった。